# 미솔섬
미솔섬(인도네시아어: Pulau Misool)은 스람해에 위치한 인도네시아의 섬으로 행정 구역상으로는 남서파푸아주에 속한다. 라자암팟 제도의 주요 네 섬 중 하나에 속한다. 면적은 2,034km2이며 최고점은 535m이다. 가장 큰 마을은 와이가마이고, 주민들은 인도네시아어, 마야어, 매트배트어를 사용한다.